# Törleck
Il  Törleck  è una montagna alta 2 198 metri nei Monti del Kaiser, nelle Alpi calcaree settentrionali. Si trova nel Tirolo austriaco.

## Geografia
Il Törleck è una vetta all'interno del gruppo delle Törlspitzen, che fa parte del Wilder Kaiser in Tirolo, Austria. Le Törlspitzen sono un gruppo di otto vette, con il Törleck che si trova nella parte orientale del gruppo, non lontano dal Piccolo Törl. Il confine tra i comuni di Kirchdorf in Tirol e Going am Wilden Kaiser passa attraverso la parte meridionale delle Törlspitzen. Le vette, incluso il Törleck, offrono vie di arrampicata, con l' Höchster Törlturm, il più alto, che si trova prima del Törleck.

## Le cime
Da nord a sud-est:
- Nördliche Törlspitze (2 187 m)
- Bauernpredigtstuhl (2 119 m)
- Goinger Turm (2 201 m)
- Goinger Törlspitze (2 227 m)
- Westliches Törleck (2 198 m)
- Östliches Törleck (2 198 m)
- Höchster Törlturm (2 191 m)
- Kreuztörlturm (2 173 m)

Le cime più suggestive sono il Bauernpredigtstuhl e il Kreuztörlturm , mentre la vetta più alta è il Goinger Törlspitze.

## Alpinismo
Tutte le cime del Törlspitzen sono accessibili solo tramite arrampicata e non sono segnalate; pertanto, richiedono passo sicuro, assenza di vertigini, esperienza alpina, senso dell'orientamento e abilità di arrampicata. Questa parte dei Monti del Kaiser è raramente visitata.
Gli accessi alle cime sono raggiungibili da nord dalla valle Kaiserbachtal attraverso la Große Griesener Tor o la Kleines Griesener Tor passando per il rifugio Fritz-Pflaum-Hütte e il sentiero di montagna verso Kleines Törl. Da sud, la parte sud-orientale della catena montuosa è raggiungibile tramite il sentiero Gildensteig da Going o dalla Wochenbrunneralm attraverso la Kleien Törl . Le cime nord-occidentali possono essere scalate anche da ovest dal Kübelkar .
La cima più famosa delle Törlspitzen è il Bauernpredigtstuhl, alla quale dal Kübelkar partono diverse vie di arrampicata (la via più facile, ancora oggi percorsa, è di grado di difficoltà V secondo la scala UIAA).
La cima più alta è la Goinger Törlspitze a 2 227 m. È anche la cima più facile da raggiungere delle Törlspitze. La via normale (II) inizia nel Griesener Kar sul versante nord-est della cima. È possibile raggiungerla tramite la Große Griesener Tor o la Kleine Griesener Tor dalla Kaiserbachtal, oppure da sud tramite il Gildensteig e la Kleine Törl. Dall'Hochkar, ci si dirige prima verso la sella tra la Goinger Turm e la Goinger Törlspitze. Da lì, si risalgono cenge e canaloni fino alla vetta. L'escursione dura circa un'ora e mezza dall'inizio nel Griesener Kar.
Un'altra cima molto ambita dagli scalatori è la Kreuztörlturm, che può essere scalata partendo dalla Kleiner Törl (percorso più facile III+)